# ابراهیم‌آباد (اشکذر)
ابراهیم‌آباد، روستایی از توابع بخش مرکزی شهرستان اشکذر در استان یزد ایران است. زبان مردمان این روستا فارسی با لهجه یزدی است.
این روستا داری بافت تاریخی که ۱۰۰۰ سال قبل بنا شده می‌باشد و این بافت تاریخی شامل آب‌انبار‌ها، مساجد، بادگیر‌ها و خانه‌های قدیمی است.

## جمعیت
این روستا در دهستان رستاق قرار دارد و براساس سرشماری مرکز آمار ایران در سال ۱۳۸۵، جمعیت آن ۱٬۲۰۷ نفر (۳۲۸خانوار) بوده‌است.